# Jesuitenkolleg Münster

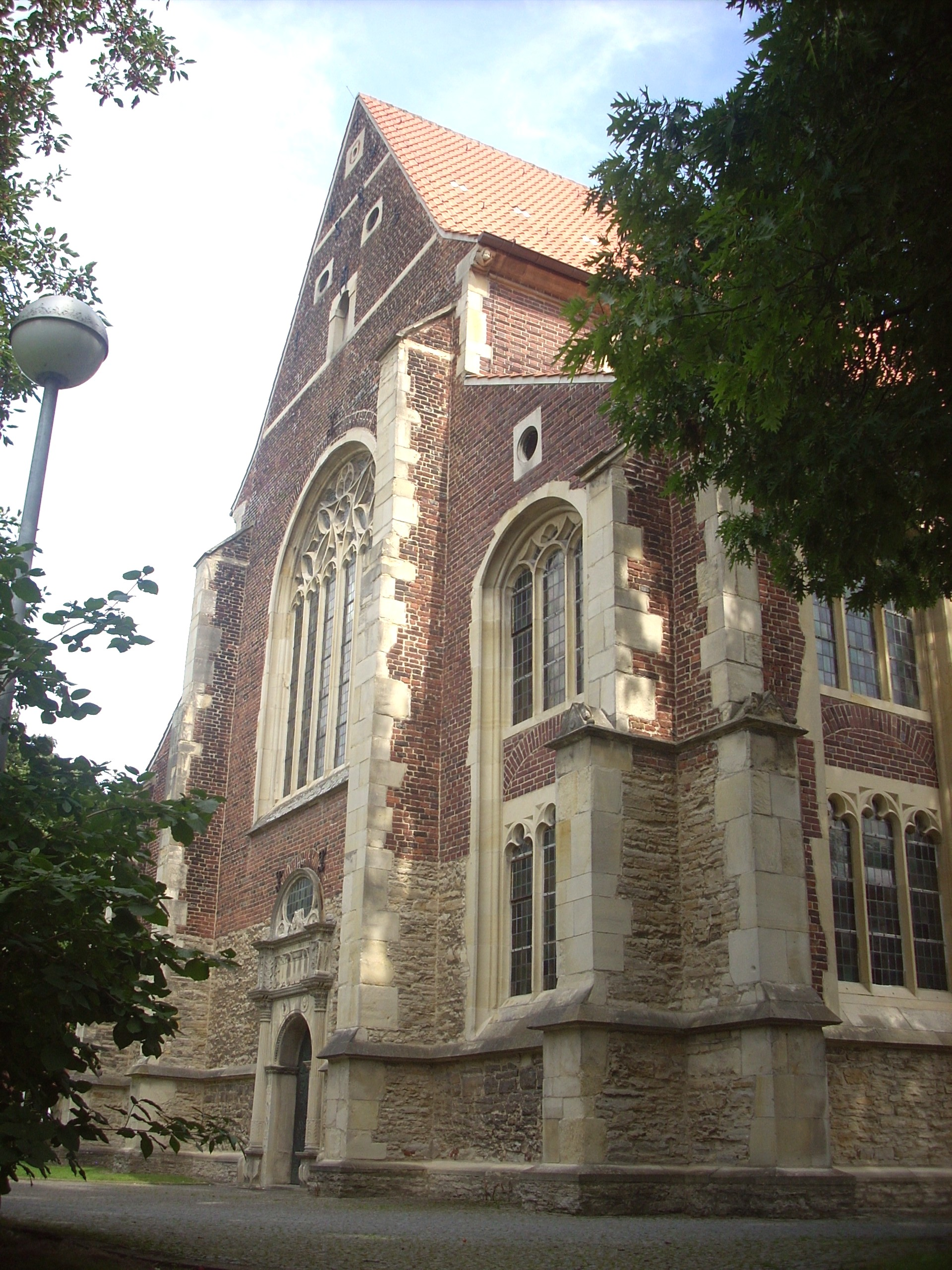
St. Petri, erbaut als Kirche des Jesuitenkollegs

Das Jesuitenkolleg Münster wurde im Jahre 1588 in Münster in Westfalen aus dem Vermächtnis des Domdechanten Gottfried von Raesfeld gegründet. Es übernahm auch das Gymnasium Paulinum, das im Jahre 797 als Domschule gegründet worden war. Schon 1592 hatte es 1000 Schüler. Das Kolleg hatte großen Anteil an der Durchsetzung der sogenannten Gegenreformation im Hochstift Münster, insbesondere durch die Erziehung der Söhne des westfälischen Adels. Heinrich II. von Droste-Hülshoff, dessen Söhne das Kolleg  besuchten, förderte dessen Ausbau 1631 durch den Verkauf seines benachbarten Stadthauses. Seit dem 17. Jahrhundert gab es mehrere Versuche, das Kolleg zu einer Jesuitenuniversität zu erheben. Im Jahre 1773 wurde es von der Aufhebung des Jesuitenordens betroffen, ging jedoch – insbesondere durch das Wirken von Franz von Fürstenberg – materiell in die heutige Universität Münster ein, die 1780 gegründet wurde. Ein Modell der früheren Gebäudekomplexe findet sich im Stadtmuseum Münster.

## Bekannte Schüler
- Bernhard III. von Droste-Hülshoff (1634–1700)
- Johann Droste zu Hülshoff (1640–1679)
- Heinrich Johann I. Droste zu Hülshoff (1677–1739)
- Kaspar Zumkley (1732–1794), Jesuit